# Dewi Bebb
Pour les articles homonymes, voir Bebb.
Pas d'image ? Cliquez ici

a Compétitions nationales et continentales officielles uniquement.

b Matchs officiels uniquement.
Dewi Iorwerth Ellis Bebb, né le 7 août 1938 à Bangor et mort le 14 mars 1996 à Pontypridd, est un joueur de rugby à XV qui a joué avec l'équipe du pays de Galles évoluant au poste de trois quart aile. 

## Carrière
Il dispute son premier test match le 17 janvier 1959 contre l'équipe d'Angleterre, et son dernier test match contre cette même équipe le 15 avril 1967. Il dispute huit test matchs avec les Lions britanniques en 1962 et 1966. Il fait ses débuts pour le Swansea RFC contre Llanelli RFC en 1958. Il reste avec Swansea pendant toute sa carrière de 1958 à 1967, jouant 221 matchs et inscrivant 258 points (85 essais et un drop). Il est le capitaine du club gallois lors des saisons 1963-64 et 1964-65. Il connaît également quatre sélections avec les Barbarians de 1960 à 1962.
Dewi Bebb exerce d'abord la profession d'enseignant, puis plus tard il devint un journaliste à la radio et en presse écrite. Son fils, Sion Bebb, est un golfeur professionnel depuis 1986, et en novembre 2006, il obtint sa carte pour évoluer sur l'European PGA Golf Tour pour la saison 2007.

## Palmarès
- Vainqueur du Tournoi des Cinq Nations en 1964, 1965 et 1966

## Statistiques en équipe nationale
- 34 sélections en équipe nationale
- 33 points (11 essais)
- Sélections par année : 4 en 1959, 5 en 1960, 4 en 1961, 4 en 1962, 3 en 1963, 4 en 1964, 4 en 1965, 2 en 1966, 4 en 1967
- Tournois des Cinq Nations disputés : 1959, 1960, 1961, 1962, 1963, 1964, 1965, 1966, 1967